# Augustal d'Arles
Augustal d'Arles (? - ?), dit aussi saint Augustal ou Augustalis, est un probable archevêque d’Arles (ap.455 - av.462), mais son existence est encore contestée.

## Biographie
Bien qu’Augustal ne figure pas sur les diptypes épiscopaux, il est pourtant référencé -une seule fois- dans la GCN. Il ne serait resté à la tête de l'archidiocèse arlésien, au mieux qu'à partir du début 456 et au plus tard qu'à la fin 461.